# Fonsomme
Fonsomme település Franciaországban, Aisne megyében. Lakosainak száma 517 fő (2022. január 1.). Fonsomme Croix-Fonsomme, Essigny-le-Petit, Étaves-et-Bocquiaux, Fieulaine, Fontaine-Notre-Dame, Fontaine-Uterte és Homblières községekkel határos.

## Népesség
A település népességének változása:
| Lakosok száma | 564  | 494  | 545  | 514  | 515  | 486  | 469  | 490  | 500  | 517  |
|               | 1968 | 1982 | 1990 | 2006 | 2013 | 2015 | 2017 | 2019 | 2020 | 2022 |